# Giovanni Antonio Benvenuti
Giovanni Antonio Benvenuti, italijanski duhovnik, škof in kardinal, * 16. maj 1765, Belvedere Ostrense (Ancona), † 14. november 1838, Osimo.

## Življenjepis
20. septembra 1788 je prejel duhovniško posvečenje. 2. oktobra 1826 je bil izvoljen za kardinala in pectore.
15. decembra 1828 je bil razglašen za kardinala z naslovom pri Ss. Quirico e Giulitta. 25. januarja 1829 je prejel škofovsko posvečenje in imenovanje za škofa Osima in Cingolija. Umrl je 14. novembra 1838.